# Admontia antractica
Admontia antractica là một loài ruồi trong họ Tachinidae.